# اونترکیرناخ
اونترکیرناخ (به آلمانی: Unterkirnach) یک شهر در آلمان است که در شوارتسوالد-بار واقع شده‌است. اونترکیرناخ ۲٬۸۲۹ نفر جمعیت دارد.